# Bucht von Morfou
Die Bucht von Morfou (griechisch Κόλπος Μόρφου Kolpos Morfou, türkisch Güzelyurt Körfezi) ist eine Meeresbucht, die de jure in den Bezirken Nikosia und Kyrenia der Republik Zypern bzw. de facto in den Distrikten Lefke, Güzelyurt und Girne der Türkischen Republik Nordzypern an der Nordwestküste der Insel Zypern liegt.
Sie ist Teil des Levantischen Meeres im Mittelmeer und ist nach der Stadt Morfou benannt. Sie wird im Norden durch das Kap Kormakitis und im Süden durch die Halbinsel Tillyria begrenzt.

## Entstehung
Das Gebiet war während des Pliozäns mit der gesamten Mesaoria von der Bucht von Morfou bis zur Bucht von Famagusta vom Meer bedeckt. Am Ende dieser geologischen Periode hoben verschiedene orogene Bewegungen die Ebene an, obwohl ihre beiden Enden noch viel weiter im Landesinneren lagen als heute. Die endgültige Bildung der Buchten ist eher auf fluviales Schwemmland als auf orogene Bewegungen zurückzuführen. Die Bucht von Morfou war durch eine Kiesbarriere blockiert, die wahrscheinlich von einem Fluss stammte, der in Tillyria entsprang und von Süden nach Norden entlang der Küste floss. Die Überreste der Barriere befinden sich zwischen Kazivera und Syrianochori. Der zwischen Land und Meer entstandene See wurde später mit Flussablagerungen aus dem Troodos-Gebirge oder sogar mit Sanddünen bedeckt, die von Westwinden getragen wurden.